# Data Applied
Data Applied fue un proveedor de software con sede en Washington. Fundada por un grupo de ex empleados de Microsoft, la empresa se especializó en minería de datos, visualización de datos y entornos de inteligencia empresarial. 

## Productos
Data Applied implementa una colección de herramientas de visualización y algoritmos para el análisis y la extracción de datos. El producto admite varios tipos de tareas analíticas, incluidos informes visuales, mapas de árboles, pronósticos de series temporales, análisis de correlación, detección de valores atípicos, árboles de decisión, reglas de asociación, agrupamiento y mapas autoorganizados.